# Jasa
Jasa (en aragonès Chasa) és un municipi aragonès situat a la província d'Osca i enquadrat a la comarca de la Jacetània.
La temperatura mitjana anual és de 9,2° i la precipitació anual, 1250 mm.